# Derobrachus smithi
Derobrachus smithi là một loài bọ cánh cứng trong họ Cerambycidae.